# Comando Cucaracha
Comando Cucaracha es un grupo de folk rock originario de Zaragoza, comunidad autónoma de Aragón, España. 
El grupo nació Zaragoza en enero del año 2003, grabando su primera maqueta en julio de ese mismo año y celebrando su primer concierto en la localidad de Mallén en noviembre de ese mismo año. Deben su nombre al bandido monegrino Mariano Gavín, más conocido como El Cucaracha.
El uso de instrumentos tradicionales como la dulzaina, la gaita de boto aragonesa o la trompa ribagorzana, que se mezclan con saxo, trombón, batería, guitarra eléctrica, bajo, configuran el carácter especial y diferenciador de este grupo.
En diciembre de 2004 lanzan su primer disco, que se titula "Todos al monte" con 14 canciones y contribuciones de grupos aragoneses como Ixo Rai!, La Orquestina del Fabirol o Skabeche Riber Band. 
Su segundo disco, Entre héroes y villanos, fue grabado en 2007 y cuenta con 13 canciones, con colaboradores como La Ronda de Boltaña, componentes de Ixo Rai! y otros aragoneses como Fletes, Josué y Jairo Barrés, José Luis Arrazola, Juanjo Almarza o Roberto Serrano. También se hizo un videoclip en la plaza de toros de Zuera cantando "Medias rosas". Este trabajo incluye una canción en aragonés, "Aragón ye ye", premiada como mejor canción de lengua minoritaria de Aragón en los Premios de la música aragonesa 2007.
Tras años de inacción y los múltiples cambios de integrantes, el grupo se disuelve en 2018.

## Últimos miembros
- Pepín Banzo (voz, dulzaina, gaita de boto y bandurria)
- José Manuel Sierra (batería)
- Carlos García “Sonero” (coros y alikatadas)
- Jandro Corella (Gaita, dulzona, acordeón, y teclado eléctrico)
- Bitor Murillo (bajo eléctrico)
- Nacho Prol (guitarra eléctrica)

## Miembros que han abandonado el grupo
- Laury Perdices (voz)
- Kike Cruz (batería)
- Agostín Lois Valero (gaita de boto)
- Rafael Rodrigo (saxofón)
- Arturo Sanz (teclado)
- Fran Lopez (saxofón)

### Álbumes
- Todos al monte - 2004. Estudios Luna Nueva.

1. Alodieta
2. Autodeterminación!!
3. En un concierto de Ixo Rai!
4. Dispierta Fierro
5. O mundo espritoso de Balbino Pedo
6. De(l) Bolo
7. Isla Aneto
8. La Fin
9. Ke rule
10. ¡A la calle!
11. Turismo verde
12. Gusto al dedo

- Entre héroes y villanos - 2007. Estudios Luna Nueva.

1. Aragón ye ye
2. De perdidos al río
3. Mi último valle
4. Medias rosas
5. El Fuego y la Palabra
6. ¡Soy Gaitero!
7. El Arraclán
8. La edificante historia de Neñico
9. Versos robados
10. Barriendo pa casa
11. Baila-lo
12. Sin ir más lejos
13. ¡No me mientas!
14. Africaragón

## Colaboraciones
- Disco “Nueba Cozina: Tributo a Ixo Rai” (2006) Estudios Luna Nueva. Canción:“Más magra”.
- Disco “Pepin & co: Amigos hasta en el Infierno”. Pepín Banzo (2010). Estudios Luna Nueva. Canción: "San Rorro" junto a Jorge Asín y Kike Cruz.

## Premios
- IX Premios de la Música Aragonesa (2007).Mejor Canción en Lengua Minoritaria. Comando Cucaracha. Canción "Aragón Ye Ye" (Letra: Eugenio Gracia)